# Alfons Malmström
Alfons Malmström, född 12 juni 1998 i Luleå, är en svensk före detta professionell ishockeyspelare (back). 
Alfons moderklubb är Övertorneå HF. Han har även spelat i HV71:s, Örebro HK:s och Luleå HF:s juniorverksamheter. Med den förstnämnda verksamheten har han vunnit SM-guld med dess J20-lag.

## Meriter (i urval)
- 2018 - SM-guld i J20 Superelit
- 2012 - Brons i TV-pucken